# Raffaello Vernacchia
Raffaello Vernacchia (Roma, 22 novembre 1951) è un allenatore di calcio ed ex calciatore italiano, di ruolo centrocampista.

## Carriera
Romano di Castel Gandolfo, Vernacchia emigrò a Firenze all'età di 10 anni. Iniziò nella Fiorentina a dare i primi calci al pallone.
In seguito la società viola lo diede in prestito all'Empoli, cedendolo poi a titolo definitivo alla società biancoazzurra per avere in cambio Moreno Roggi.

Vernacchia al nella stagione 1981-1982

L'Empoli a sua volta lo cedette all'Atalanta per 90 milioni di lire. In maglia nerazzurra fece il suo esordio in Serie A nel 1972-1973. Nello stesso anno arriva anche il debutto in Nazionale nella Rappresentativa Under-23.
Passato al Torino nel 1973-1974 per 350 milioni di lire, fu chiuso da Rosario Rampanti e Claudio Sala, collezionando 6 presenze.
L'anno successivo tornò a Bergamo in Serie B rimanendovi per due anni fino al trasferimento al  Cesena, un'esperienza di breve durata perché dopo solo una stagione, in occasione del mercato di riparazione di ottobre, venne ceduto al Livorno dando il definitivo addio alla Serie A.
In seguito collezionò esperienze con Modena, Ternana, Giulianova e Montevarchi, prima di concludere la carriera nella categoria Promozione a Sant'Agata Bolognese.
Ha complessivamente disputato 43 incontri in massima serie, realizzando una rete nel pareggio interno dell'Atalanta contro la Lazio nella stagione 1972-1973, e 54 incontri con 11 reti all'attivo in Serie B.

## Palmarès

### Giocatore

#### Competizioni nazionali
- Campionato italiano Serie C2: 1

Modena: 1979-1980 (girone B)

#### Competizioni internazionali
- Coppa Anglo-Italiana: 2

Modena: 1981, 1982